# رزمونت (اوهایو)
رزمونت (به انگلیسی: Rosemount) یک منطقهٔ مسکونی در ایالات متحده آمریکا است که در شهرستان سیوتو، اوهایو واقع شده‌است. رزمونت ۱۴٫۹ کیلومتر مربع مساحت و ۲٬۱۱۲ نفر جمعیت دارد و ۱۸۵ متر بالاتر از سطح دریا واقع شده‌است.